# Supersimetria
Em física de partículas, supersimetria (comumente abreviada como SUSY), em física, é uma referência teórica que sugere a existência de uma simetria que relaciona uma partícula fundamental com um certo valor de spin inteiro (bóson) e spin semi-inteiro (fermiões), partículas com spins diferentes por meia unidade. Em uma teoria com essa simetria, para cada bóson existe um férmion correspondente com a mesma massa e mesmos números quânticos internos, e vice-versa.
Até agora, só existem evidências indiretas para a existência de supersimetria, uma vez que os parceiros supersimétricos das partículas do Modelo Padrão ainda não foram observados. A supersimetria, se ela existir, deve ser uma simetria quebrada, o que permite que as parceiras supersimétricas sejam mais pesadas que suas correspondentes no Modelo Padrão.
Se a supersimetria existir próxima a escala de TeV, ela permite a solução do problema de hierarquia do Modelo Padrão, isto é, o fato de que a massa do bóson de Higgs está sujeita a correções quânticas que fariam ela tão grande a ponto de indeterminar a consistência interna da teoria. Nas teorias supersimétricas, por outro lado, as contribuições para as correções quânticas vindo das partículas do Modelo Padrão são naturalmente canceladas pelas contribuições dos seus parceiros supersimétricos correspondentes. Outras características relevantes da supersimetria na escala de TeV é o fato de que ela permite uma unificação em altas energias das interações fracas, interações fortes e eletromagnetismo, e o fato de que ela fornece um candidato para matéria escura e um mecanismo natural para a quebra da simetria eletrofraca.
Outra vantagem da supersimetria é que a teoria quântica de campos supersimétrica pode ser resolvida algumas vezes. A supersimetria também faz parte de várias das versões da teoria de cordas, embora ela possa existir mesmo se a teoria de cordas não estiver correta.
O Modelo Padrão minimamente supersimétrico é um dos candidatos mais estudados para física além do Modelo Padrão.

## História
Um modelo de supersimetria relacionando mésons e bárions foi proposto inicialmente, no contexto de física hadrônica, por H. Miyazawa em 1966, mas seu trabalho foi ignorado nesta época.
No início dos anos 70, J. L. Gervais e B. Sakita (1971), Yu. A. Golfand e E.P. Likhtman (também em 1971), D.V. Volkov e V.P. Akulov (1972) e J. Wess e B. Zumino (1974) redescobriram independentemente a supersimetria, um novo tipo de simetria do espaço-tempo e dos campos fundamentais, que estabelece a relação entre partículas elementares de natureza quântica diferentes, bósons e férmions, e unifica o espaço-tempo e as simetrias internas do mundo microscópico.  Os primeiros modelos supersimétricos surgiram no contexto de uma versão preliminar da teoria de cordas por Pierre Ramond, John H. Schwarz e Andre Neveu, mas a estrutura matemática da supersimetria tem sido aplicada com sucesso em outras áreas da física.
A primeira versão supersimétrica do Modelo Padrão foi proposta em 1981 por Howard Georgi e Savas Dimopoulos e é chamada o Modelo Padrão minimamente supersimétrico (MSSM, sigla em inglês). Ele foi proposto para resolver o problema de hierarquia e previa massas para os parceiros supersimétricos entre 100 GeV e 1 TeV.
Até o presente momento, não existe nenhuma evidência experimental irrefutável de que a supersimetria é uma simetria da natureza. 